# Pádraig Ó Riain
Pádraig Ó Riain [ˈpɑːdrigʲ oː ˈriənʲ] (* 1939) ist ein irischer Keltologe und Hagiologe. Er gilt als der führende Experte zu den irischen Heiligen.
Ó Riain verbrachte sein akademisches Leben weitgehend am University College Cork. Ab 1964 war er dort Dozent, von 1973 bis zu seiner Emeritierung Professor für Alt- und Mittelirisch. Er ist seit 1989 Mitglied der Royal Irish Academy, seit 1992 Präsident der Irish Texts Society, seit 2002 Parnell Fellow beim Magdalene College der Universität Cambridge und seit kurzem Mitglied der Placenames Commission of Ireland. 1995 wurde er mit dem Humboldt-Preis der Bundesrepublik Deutschland und 2003 für "distinction in the field of Celtic Studies" mit dem Derek Allen Prize der British Academy ausgezeichnet.
Seine Forschungsschwerpunkte liegen auf der irischen Hagiographie, der Mythologie, der Onomastik, der Handschriftenkunde sowie den irischen Märtyrern.

## Werkauswahl
- Clár na Lámhscríbhinní Gaeilge sa Bhreatain Bhig. Cló Bhréanainn, Baile Átha Cliath 1968 (deutsch etwa „Übersicht über die irischsprachigen Handschriften in Wales“).
- als Herausgeber: Corpus Genealogiarum Sanctorum Hiberniae. Dublin Institute for Advanced Studies, Dublin 1985, ISBN 0-901282-80-4.
- als Herausgeber: Beatha Bharra. Saint Finbarr of Cork. The Complete Life (= Irish Texts Society. Vol. 57). Irish Texts Society, London 1994, ISBN 1-870-16657-4.
- The Making of a Saint. Finbarr of Cork. 600–1200 (= Irish Texts Society, Subsidiary Series. Vol. 5). Irish Texts Society, London 1997, ISBN 1-870-16684-1.
- als Herausgeber: Irish Texts Society. The First Hundred Years. Essays to mark the Centenary of the Irish Texts Society (= Irish Texts Society, Subsidiary Series. Vol. 9). Irish Texts Society, London 1998, ISBN 1-870-16688-4.
- als Herausgeber mit John Carey und Máire Herbert: Studies in Irish hagiography. Saints and Scholars. Four Courts Press, Dublin u. a. 2001, ISBN 1-85182-486-3.
- als Herausgeber: Four Irish Martyrologies. Drummond, Turin, Cashel, York (= Henry Bradshaw Society. Vol. 115). Boydell Press, Woodbridge 2002, ISBN 1-870252-19-5.
- als Herausgeber: Beatha Aodha Ruaidh. The Life of Red Hugh O’Donnell. Historical and Literary Contexts (= Irish Texts Society, Subsidiary Series. Vol. 12). Irish Texts Society, London 2002, ISBN 1-870166-91-4.
- als Herausgeber mit Diarmuid Ó Murchadha and Kevin Murray: Historical Dictionary of Gaelic Placenames. = Foclóir Stairiúil Áitainmneacha na Gaeilge. Fascicle 1: Names in A–. = Ainmneacha in A–. Irish Texts Society, London 2002, ISBN 1-870166-70-1.

### Festschrift
- John Carey, Máire Herbert, Kevin Murray (Hrsg.): Cín Chille Cúile. Texts, Saints and Places. Essays in Honour of Pádraig Ó Riain. (= Celtic Studies Publications. Vol. 9). Celtic Studies Publications, Aberystwyth u. a. 2004, ISBN 1-891271-13-X.

| Personendaten    | Personendaten                    |
| ---------------- | -------------------------------- |
| NAME             | Ó Riain, Pádraig                 |
| KURZBESCHREIBUNG | irischer Keltologe und Hagiologe |
| GEBURTSDATUM     | 1939                             |